# AFAS Live
AFAS Live (dawniej Heineken Music Hall) – sala koncertowa w Amsterdamie w Holandii, w pobliżu Johan Cruyff ArenA oraz Ziggo Dome.  Duża hala o nazwie „Black Box” może pomieścić 6 000 widzów, a mniejsza sala na afterparty (Beat Box) może pomieścić 700 osób.

## Historia

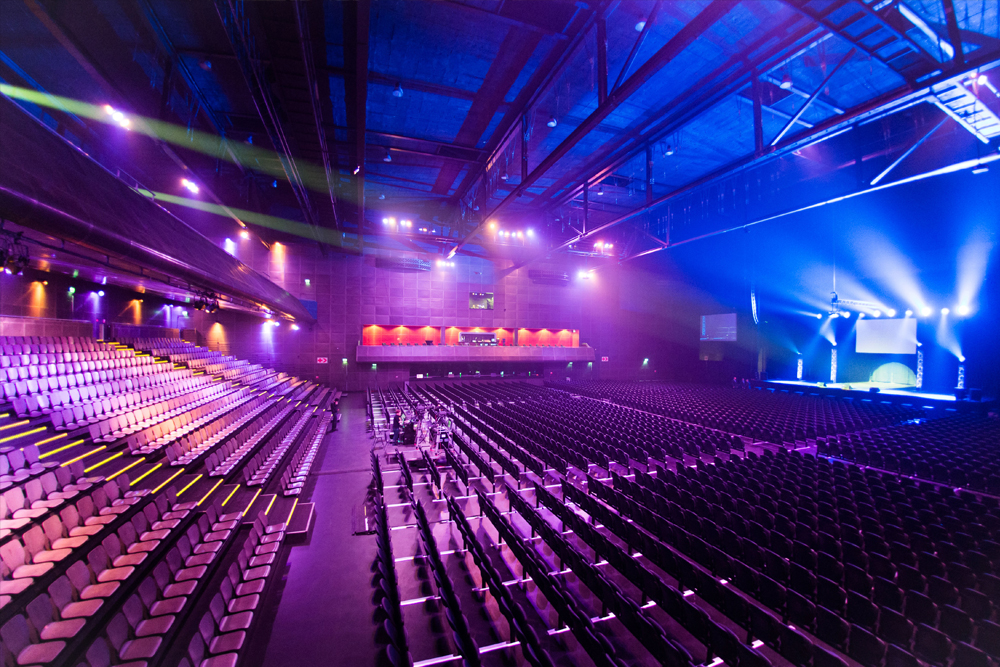
Wnętrze hali Black Box

Hala została specjalnie zaprojektowana przez architekta Fritsa van Dongena w celu odtwarzania muzyki nagłośnionej. Budynek powstał w latach 1996–2001 i kosztował 30 milionów euro. 16 września 2016 ogłoszono, że 1 stycznia 2017 nazwa obiektu zostanie zmieniona na AFAS Live. Nazwa ta pochodzi od partnera i sponsora obiektu AFAS Software BV, twórcy oprogramowania biznesowego w Leusden w Holandii, zatrudniającego 450 osób.

## Wydarzenia
W AFAS Live występowało wielu artystów, w tym Daft Punk, Take That, Westlife, Toto, Kylie Minogue, Avril Lavigne, Bring Me the Horizon, Bob Dylan, Rihanna, Selena Gomez, Katy Perry, Sam Smith, Within Temptation, Troye Sivan, Fifth Harmony, Tyler, the Creator, Monsta X, Blackpink, Twenty One Pilots, Halsey i Disturbed. Nagrano tu również Live from Amsterdam Alter Bridge. 1 grudnia 2012, AFAS Live (jako Heineken Music Hall) było miejscem organizacji 10. Konkursu Piosenki Eurowizji Junior. Od 2018 corocznie (oprócz 2020 oraz 2021) hala gości wydarzenie Eurovision in Concert, na którym na ogół około miesiác przed konkursem zaproszeni zostają eurowizyjni artyści roku.